# Meike Kröger
Meike Kröger (Berlino, 21 luglio 1986) è un'altista tedesca.
Gareggia per la società sportiva di atletica leggera LG Nord Berlin. Nel 2009 ha partecipato nei campionati mondiali a Berlino, "a casa". È riuscita ad arrivare nella finale e chiudere al undicesimo posto.

## Successi
- Campionati Tedeschi 2008: terzo posto
- Campionati Tedeschi (indoor) 2009: secondo posto
- Campionati Tedeschi 2009: secondo posto
- Campionati Mondiali 2009: undicesimo posto

## Record individuali
- Outdoor: 1,93 m (Ulm, 4 luglio 2009)[1]
- Indoor: 2,00 m (Karlsruhe, 28 febbraio 2010)[2]

## Palmares
| Anno | Manifestazione  | Sede    | Evento        | Risultato | Prestazione | Note |
| ---- | --------------- | ------- | ------------- | --------- | ----------- | ---- |
| 2009 | Europei indoor  | Torino  | Salto in alto | Finale    | dns         |      |
| 2009 | Mondiali        | Berlino | Salto in alto | 9ª        | 1,87 m      |      |
| 2010 | Mondiali indoor | Doha    | Salto in alto | 13ª (q)   | 1,85 m      |      |